# Jugosławia na Zimowych Igrzyskach Olimpijskich 1984
Jugosławię na Zimowych Igrzyskach Olimpijskich 1984 reprezentowało 76 zawodników: 63 mężczyzn i trzynaście kobiet. Był to dwunasty start reprezentacji Jugosławii na zimowych igrzyskach olimpijskich. Alpejczyk Jure Franko zdobył pierwszy (srebrny) medal zimowych igrzysk olimpijskich dla reprezentacji Jugosławii.

## Zdobyte medale
| Medal  | Zawodnik    | Dyscyplina            | Konkurencja            | Rezultat    |
| ------ | ----------- | --------------------- | ---------------------- | ----------- |
| Srebro | Jure Franko | Narciarstwo alpejskie | Slalom gigant mężczyzn | 2:41,41 min |

## Skład kadry

### Biathlon
Mężczyźni
| Zawodnik                                               | Konkurencja         | czas biegu | Kary | Łączny czas | Pozycja |
| ------------------------------------------------------ | ------------------- | ---------- | ---- | ----------- | ------- |
| Andrej Lanišek                                         | Bieg na 20 km       | 1:18:23,1  | 6:00 | 1:24:23,1   | 41.     |
| Marjan Vidmar                                          | Bieg na 20 km       | 1:18:32,1  | 8:00 | 1:26:32,1   | 46.     |
| Jure Velepec                                           | Bieg na 20 km       | 1:21:05,8  | 6:00 | 1:27:05,8   | 48.     |
| Andrej Lanišek                                         | Bieg na 10 km       | 36:16,0    | 5    | 36:16,0     | 49.     |
| Marjan Vidmar                                          | Bieg na 10 km       | 37:08,1    | 3    | 37:08,1     | 54.     |
| Tomislav Lopatić                                       | Bieg na 10 km       | 40:18,2    | 9    | 40:18,2     | 57.     |
| Andrej Lanišek Jure Velepec Zoran Ćosić Franjo Jakovac | Sztafeta 4 × 7,5 km | 1:54:13,80 | 3    | 1:54:13,80  | 17.     |

### Biegi narciarskie
Mężczyźni
| Zawodnik                                              | Konkurencja        | czas            | Pozycja         |
| ----------------------------------------------------- | ------------------ | --------------- | --------------- |
| Ivo Čarman                                            | Bieg na 15 km      | 45:04,0         | 35.             |
| Dušan Đurišič                                         | Bieg na 15 km      | 45:24,6         | 40.             |
| Sašo Grajf                                            | Bieg na 15 km      | 46:21,1         | 48.             |
| Jože Klemenčič                                        | Bieg na 15 km      | Dyskwalifikacja | Dyskwalifikacja |
| Jože Klemenčič                                        | Bieg na 30 km      | 1:37:40,1       | 38.             |
| Ivo Čarman                                            | Bieg na 30 km      | 1:38:09,6       | 40.             |
| Dušan Đurišič                                         | Bieg na 30 km      | 1:39:04,6       | 44.             |
| Janež Kršinar                                         | Bieg na 30 km      | 1:40:45,5       | 51.             |
| Dušan Đurišič                                         | Bieg na 50 km      | 2:28:23,4       | 32.             |
| Janež Kršinar                                         | Bieg na 50 km      | 2:30:16,2       | 36.             |
| Jože Klemenčič                                        | Bieg na 50 km      | 2:35:22,4       | 42.             |
| Ivo Čarman Jože Klemenčič Janež Kršinar Dušan Đurišič | Sztafeta 4 × 10 km | 2:04:42,80      | 12.             |

Kobiety
| Zawodnik                                                  | Konkurencja       | czas       | Pozycja |
| --------------------------------------------------------- | ----------------- | ---------- | ------- |
| Jana Mlakar                                               | Bieg na 5 km      | 18:54,1    | 34.     |
| Andreja Smrekar                                           | Bieg na 5 km      | 19:41,7    | 41.     |
| Metka Munih                                               | Bieg na 5 km      | 20:12,0    | 43.     |
| Tatjana Smolnikar                                         | Bieg na 5 km      | 20:21,8    | 45.     |
| Jana Mlakar                                               | Bieg na 10 km     | 34:52,2    | 30.     |
| Andreja Smrekar                                           | Bieg na 10 km     | 36:10,4    | 41.     |
| Metka Munih                                               | Bieg na 10 km     | 37:18,4    | 43.     |
| Tatjana Smolnikar                                         | Bieg na 10 km     | 37:58,1    | 44.     |
| Metka Munih                                               | Bieg na 20 km     | 1:13:35,8  | 38.     |
| Jana Mlakar Andreja Smrekar Tatjana Smolnikar Metka Munih | Sztafeta 4 × 5 km | 1:13:45,10 | 10.     |

### Bobsleje
Mężczyźni
| Osada  | Zawodnik                                                               | Konkurencja | Ślizg 1 | Ślizg 2 | Ślizg 3 | Ślizg 4 | Łącznie | Pozycja |
| ------ | ---------------------------------------------------------------------- | ----------- | ------- | ------- | ------- | ------- | ------- | ------- |
| YUG-II | Zdravko Stojnić Siniša Tubić                                           | Dwójki      | 53,76   | 54,09   | 52,82   | 53,35   | 3:34,02 | 22.     |
| YUG-I  | Boris Rađenović Nikola Korica                                          | Dwójki      | 53,85   | 54,01   | 53,05   | 53,22   | 3:34,13 | 24.     |
| YUG-I  | Zdravko Stojnić Mario Franjić Siniša Tubić Nikola Korica               | Czwórki     | 51,32   | 51,90   | 51,65   | 51,61   | 3:26,48 | 19.     |
| YUG-II | Nenad Prodanović Ognjen Sokolović Zoran Sokolović Borislav Vujadinović | Czwórki     | 51,62   | 51,96   | 52,35   | 52,38   | 3:28,31 | 23.     |

### Hokej na lodzie
Reprezentacja mężczyzn
| - Andrzej Vidmar - Blaž Lomovšek - Bojan Razpet - Cveto Pretnar - Dejan Burnik - Drago Horvat - Drago Mlinarec - Eduard Hafner - Gorazd Hiti - Igor Beribak |  | - Peter Klemenc - Ivan Ščap - Jože Kovač - Marjan Gorenc - Matjaž Sekelj - Murajica Pajić - Mustafa Bešić - Tomaž Lepša - Vojko Lajovec - Zvone Šuvak |

Reprezentacja Jugosławii brała udział w rozgrywkach grupy A turnieju olimpijskiego, w której zajęła 6. miejsce. Ostatecznie została sklasyfikowana na 11. miejscu

### Grupa A
| Drużyna    | M | Mecze | Mecze | Mecze | Bramki | Bramki | Bramki | Pkt | Uwagi |
| Drużyna    | M | W     | R     | P     | +      | –      | +/−    | Pkt | Uwagi |
| ---------- | - | ----- | ----- | ----- | ------ | ------ | ------ | --- | ----- |
| ZSRR       | 5 | 5     | 0     | 0     | 42     | 5      | +37    | 10  |       |
| Szwecja    | 5 | 3     | 1     | 1     | 34     | 15     | +19    | 7   |       |
| RFN        | 5 | 3     | 1     | 1     | 27     | 17     | +10    | 7   |       |
| Polska     | 5 | 1     | 0     | 4     | 16     | 37     | -21    | 2   |       |
| Włochy     | 5 | 1     | 0     | 4     | 15     | 31     | -16    | 2   |       |
| Jugosławia | 5 | 1     | 0     | 4     | 8      | 37     | -29    | 2   |       |

Wyniki
| 7 lutego 1984 | Jugosławia | 1:8 | RFN |  |

|  |  |  |  |  |

| 9 lutego 1984 | Jugosławia | 0:11 | Czechosłowacja |  |

|  |  |  |  |  |

| 11 lutego 1984 | Jugosławia | 1:9 | ZSRR |  |

|  |  |  |  |  |

| 13 lutego 1984 | Jugosławia | 5:1 | Włochy |  |

|  |  |  |  |  |

| 15 lutego 1984 | Jugosławia | 1:8 | Polska |  |

|  |  | (1:2,0:3,0:3) |

### Kombinacja norweska
Mężczyźni
| Zawodnik       | Konkurencja   | Bieg narciarski | Bieg narciarski | Bieg narciarski | Skoki narciarskie | Skoki narciarskie | Skoki narciarskie | Skoki narciarskie | Skoki narciarskie | Skoki narciarskie | Skoki narciarskie | Skoki narciarskie | Łącznie | Pozycja |
| Zawodnik       | Konkurencja   | Czas biegu      | Pozycja         | Punkty          | Skok 1            | Nota              | Skok 2            | Nota              | Skok 3            | Nota              | Punkty            | Pozycja           | Łącznie | Pozycja |
| -------------- | ------------- | --------------- | --------------- | --------------- | ----------------- | ----------------- | ----------------- | ----------------- | ----------------- | ----------------- | ----------------- | ----------------- | ------- | ------- |
| Robert Kaštrun | Indywidualnie | 56:09,4         | 28.             | 133,390         | 77,0              | 90,6              | 83,0              | 100,1             | 86,0              | 100,6             | 200,7             | 11.               | 334,090 | 27.     |

### Łyżwiarstwo figurowe
| Zawodnik        | Konkurencja | Nota | Pozycja |
| --------------- | ----------- | ---- | ------- |
| Sanda Dubravčić | Solistki    | 17,4 | 10.     |
| Milan Begović   | Soliści     | 40,0 | 21.     |

### Łyżwiarstwo szybkie
Mężczyźni
| Zawodnik         | Konkurencja   | Konkurencja   | Konkurencja    | Konkurencja    | Konkurencja    | Konkurencja    | Konkurencja     | Konkurencja     | Konkurencja      | Konkurencja      |
| Zawodnik         | Bieg na 500 m | Bieg na 500 m | Bieg na 1000 m | Bieg na 1000 m | Bieg na 1500 m | Bieg na 1500 m | Bieg na 5000 m  | Bieg na 5000 m  | Bieg na 10 000 m | Bieg na 10 000 m |
| Zawodnik         | Czas          | Miejsce       | Czas           | Miejsce        | Czas           | Miejsce        | Czas            | Miejsce         | Czas             | Miejsce          |
| ---------------- | ------------- | ------------- | -------------- | -------------- | -------------- | -------------- | --------------- | --------------- | ---------------- | ---------------- |
| Nenad Žvanut     | 42,55         | 39.           | 1:26,63        | 41.            |                |                |                 |                 |                  |                  |
| Behudin Merdović | 46,34         | 41.           | 1:33,33        | 43.            | 2:19,25        | 40.            | Dyskwalifikacja | Dyskwalifikacja |                  |                  |

Kobiety
| Zawodnik         | Konkurencja   | Konkurencja   | Konkurencja    | Konkurencja    | Konkurencja    | Konkurencja    | Konkurencja    | Konkurencja    |
| Zawodnik         | Bieg na 500 m | Bieg na 500 m | Bieg na 1000 m | Bieg na 1000 m | Bieg na 1500 m | Bieg na 1500 m | Bieg na 3000 m | Bieg na 3000 m |
| Zawodnik         | Czas          | Miejsce       | Czas           | Miejsce        | Czas           | Miejsce        | Czas           | Miejsce        |
| ---------------- | ------------- | ------------- | -------------- | -------------- | -------------- | -------------- | -------------- | -------------- |
| Dubravka Vukušić | 51,99         | 31.           | 2:03,02        | 38.            | 2:42,12        | 31.            |                |                |
| Bibija Kerla     | 58,23         | 32.           | 1:51,06        | 36.            | 2:46,32        | 32.            | 5:37,67        | 26.            |

### Narciarstwo alpejskie
Mężczyźni
| Zawodnik        | Konkurencja | Konkurencja | Konkurencja                 | Konkurencja                 | Konkurencja                 | Konkurencja                 | Konkurencja                 | Konkurencja                 | Konkurencja                 | Konkurencja                 |
| Zawodnik        | Zjazd       | Zjazd       | Slalom gigant               | Slalom gigant               | Slalom gigant               | Slalom gigant               | Slalom specjalny            | Slalom specjalny            | Slalom specjalny            | Slalom specjalny            |
| Zawodnik        | Czas        | Pozycja     | Czas 1. przejazdu           | Czas 2. przejazdu           | Czas łączny                 | Pozycje                     | Czas 1. przejazdu           | Czas 2. przejazdu           | Czas łączny                 | Pozycja                     |
| --------------- | ----------- | ----------- | --------------------------- | --------------------------- | --------------------------- | --------------------------- | --------------------------- | --------------------------- | --------------------------- | --------------------------- |
| Janež Pleteršek | 1:48,97     | 27.         |                             |                             |                             |                             |                             |                             |                             |                             |
| Tomaž Jemc      | 1:49,68     | 30.         |                             |                             |                             |                             |                             |                             |                             |                             |
| Jure Franko     |             |             | 1:21,15                     | 1:20,26                     | 2:41,41                     | srebro                      | Nie ukończył 1-go przejazdu | Nie ukończył 1-go przejazdu | Nie ukończył 1-go przejazdu | Nie ukończył 1-go przejazdu |
| Boris Strel     |             |             | 1:21,23                     | 1:21,13                     | 2:42,36                     | 5.                          | 55,44                       | Nie ukończył 2-go przejazdu | Nie ukończył 2-go przejazdu | Nie ukończył 2-go przejazdu |
| Bojan Križaj    |             |             | 1:22,18                     | 1:21,30                     | 2:43,48                     | 9.                          | 52,98                       | 48,53                       | 1:41,51                     | 7.                          |
| Grega Benedik   |             |             | Nie ukończył 1-go przejazdu | Nie ukończył 1-go przejazdu | Nie ukończył 1-go przejazdu | Nie ukończył 1-go przejazdu |                             |                             |                             |                             |
| Jože Kuralt     |             |             |                             |                             |                             |                             | 53,52                       | 51,33                       | 1:44,85                     | 13.                         |
| Tomaž Cerkovnik |             |             |                             |                             |                             |                             | 53,39                       | 49,58                       | 1:42,97                     | 11.                         |

Kobiety
| Zawodniczka       | Konkurencja | Konkurencja | Konkurencja       | Konkurencja       | Konkurencja   | Konkurencja   | Konkurencja                  | Konkurencja                  | Konkurencja                  | Konkurencja                  |
| Zawodniczka       | Zjazd       | Zjazd       | Slalom gigant     | Slalom gigant     | Slalom gigant | Slalom gigant | Slalom specjalny             | Slalom specjalny             | Slalom specjalny             | Slalom specjalny             |
| Zawodniczka       | Czas        | Pozycja     | Czas 1. przejazdu | Czas 2. przejazdu | Czas łączny   | Pozycja       | Czas 1. przejazdu            | Czas 2. przejazdu            | Czas łączny                  | Pozycja                      |
| ----------------- | ----------- | ----------- | ----------------- | ----------------- | ------------- | ------------- | ---------------------------- | ---------------------------- | ---------------------------- | ---------------------------- |
| Andreja Leskovšek |             |             | 1:11,20           | 1:13,41           | 2:24,61       | 16.           | 52,00                        | Dyskwalifikacja              | Dyskwalifikacja              | Dyskwalifikacja              |
| Veronika Šarec    |             |             | 1:11,71           | 1:13,50           | 2:25,01       | 20.           |                              |                              |                              |                              |
| Nuša Tome         |             |             | 1:12,18           | 1:14,03           | 2:26,21       | 22.           | 50,69                        | Nie ukończyła 2-go przejazdu | Nie ukończyła 2-go przejazdu | Nie ukończyła 2-go przejazdu |
| Mateja Svet       |             |             | 1:11,88           | 1:14,34           | 2:26,22       | 23.           | 51,12                        | 49,73                        | 1:40,85                      | 15.                          |
| Anja Zavadlav     |             |             |                   |                   |               |               | Nie ukończyła 1-go przejazdu | Nie ukończyła 1-go przejazdu | Nie ukończyła 1-go przejazdu | Nie ukończyła 1-go przejazdu |

### Saneczkarstwo
Mężczyźni
| Zawodnik         | Konkurencja | Ślizg 1 | Ślizg 2 | Ślizg 3 | Ślizg 4 | Łącznie  | Pozycja |
| ---------------- | ----------- | ------- | ------- | ------- | ------- | -------- | ------- |
| Dušan Dragojević | Jedynki     | 47,480  | 47,332  | 47,465  | 47,338  | 3:09,615 | 16.     |
| Suad Karajica    | Jedynki     | 54,075  | 48,293  | 47,797  | 48,123  | 3:18,288 | 28.     |

Kobiety
| Zawodnik        | Konkurencja | Ślizg 1 | Ślizg 2 | Ślizg 3 | Ślizg 4 | Łącznie  | Pozycja |
| --------------- | ----------- | ------- | ------- | ------- | ------- | -------- | ------- |
| Dajana Karajica | Jedynki     | 43,901  | 43,250  | 42,890  | 42,619  | 2:52,660 | 17.     |

### Skoki narciarskie
Mężczyźni
| Konkurencja            | Skoczek         | Skok 1    | Skok 1 | Skok 2    | Skok 2 | Nota  | Pozycja |
| Konkurencja            | Skoczek         | odległość | Nota   | odległość | Nota   | Nota  | Pozycja |
| ---------------------- | --------------- | --------- | ------ | --------- | ------ | ----- | ------- |
| Skocznia normalna K-90 | Vasja Bajc      | 89,5      | 94,8   | 82,0      | 95,2   | 189,9 | 17.     |
| Skocznia normalna K-90 | Miran Tepeš     | 81,0      | 92,6   | 80,0      | 90,5   | 183,1 | 27.     |
| Skocznia normalna K-90 | Bojan Globočnik | 80,0      | 91,5   | 73,0      | 74,8   | 166,3 | 40.     |
| Skocznia normalna K-90 | Primož Ulaga    | 59,0      | 35,4   | 82,5      | 95,5   | 130,9 | 57.     |
| Skocznia duża K-112    | Tomaž Dolar     | 101,5     | 93,8   | 100,5     | 91,9   | 185,7 | 11.     |
| Skocznia duża K-112    | Primož Ulaga    | 99,0      | 89,3   | 103,0     | 95,9   | 185,2 | 13.     |
| Skocznia duża K-112    | Vasja Bajc      | 103,5     | 99,6   | 94,0      | 81,8   | 181,4 | 15.     |
| Skocznia duża K-112    | Miran Tepeš     | 77,0      | 47,0   | 95,0      | 83,7   | 130,7 | 45.     |